# Ardisia solida
Ardisia solida är en viveväxtart som beskrevs av Benjamin Clemens Masterman Stone. Ardisia solida ingår i släktet Ardisia och familjen viveväxter. Inga underarter finns listade i Catalogue of Life.